# Покровка (Дондюшанский район)
Покровка (рум. Pocrovca) — село в Дондюшанском районе Молдавии. Относится к сёлам, не образующим коммуну.

## География
Покровка расположена вдоль трассы Сороки — Атаки примерно в 25 км к востоку от районного центра Дондюшаны на высоте 238 метров над уровнем моря.
Покровка — старинное старообрядческое село. Рядом с Покровкой находится старинное село Рудь, входящее в число объектов Всемирного наследия ЮНЕСКО, так как через него проходит Дуга Струве.

## История
Село основано в 1831 году русскими старообрядцами из Буковины. В 1854 году сюда переехали Щербаковы и Петровы из Измаила; Волошины и Поповы из Могилёв-Подольского; Марченко, Щербаковы, Рыльские, Румченко, Храпченко из Ямполя; Бельченковы, Рыльские, Кубанцевы из Новой Ушицы; Савиновы и Рыльские из Брацлава.
Первый молитвенный дом  был открыт в 1858 году,  а в 1870 году построена церковь Покрова Пресвятой Богородицы, действующая и поныне.
В 1918 году жителями села было основано село Старая Добруджа (127 семей, 250 человек), в 1919 году — Егоровка (13 семей, 40 человек) и Новые Пынзарены. В 1919 году часть жителей села приняла участие в Хотинском восстании, в связи с чем румынские каратели расстреляли 14 человек (каждого десятого взрослого мужчину села).
В августе 1944 года Покровка была освобождена Красной армией, что было поддержано местными жителями. 119 человек вступили в ряды РККА, 9 из них погибли, 6 было ранено.

## Население
В 1870 году в Покровке насчитывалось 49 хозяйств и 297 жителей, в 1875 году — 65 хозяйств и 369 жителей, в 1890 году — 615 жителей, в 1901 году — 865 жителей.
По данным переписи населения 2004 года, в селе Покровка проживает 1059 человек (504 мужчины, 555 женщин).
Этнический состав села:
| Национальность | Число жителей | Процентный состав |
| -------------- | ------------- | ----------------- |
| русские        | 1008          | 95,18             |
| молдаване      | 34            | 3,21              |
| украинцы       | 14            | 1,32              |
| прочие         | 3             | 0,28              |
| Всего          | 1059          | 100 %             |